# Chiropterologia
Chiropterologia – gałąź zoologii (teriologii) zajmująca się badaniem nietoperzy. Nazwa tej dziedziny wiedzy pochodzi od łacińskiej (acz greckiego pochodzenia) nazwy naukowej nietoperzy Chiroptera, co znaczy dosłownie rękoskrzydłe. Ze względu na unikatowy wśród ssaków tryb życia nietoperzy (zdolność do aktywnego lotu, jak również – u większości gatunków – ścisła zależność od dostępności kryjówek w ciągu dnia, przeważająco nocna aktywność oraz echolokacja) nauka ta posługuje się odmienną metodyką niż pozostałe gałęzie teriologii. Do specyficznych narzędzi badawczych należą detektory ultradźwięków oraz sieci do odłowów latających nietoperzy, podobne lub tożsame z sieciami ornitologicznymi. Chiropterologia zbliża się do ornitologii również metodami znakowania zwierząt będących obiektami jej badań, ponieważ nietoperze – podobnie jak ptaki – znakuje się metalowymi obrączkami. Oprócz typowych dla całej zoologii badań taksonomicznych czy populacyjnych, jak również związanych z preferencjami siedliskowymi poszczególnych gatunków, chiropterologia wytworzyła specyficzne dla siebie kierunki badań, np. wybiórczości kryjówek dziennych i zimowych, czy ekologii sensorycznej (sensory ecology) analizującej – często za pomocą skomplikowanych eksperymentów behawioralnych – percepcję zmysłową nietoperzy (wzrokową, słuchową, węchową) i adaptacje sygnałów echolokacyjnych do wykorzystywania różnych siedlisk i różnych typów ofiar. Tę ostatnią rozwijają szczególnie badacze niemieccy (Bjorn Siemers, Elizabeth Kalko). Rozwój chiropterologii jest powiązany z postępami w bioakustyce.
Specyfiką chiropterologii jest zaangażowanie w badania naukowe, jak również monitoring i inwentaryzację nietoperzy dla potrzeb ochrony przyrody, dużej liczby przeszkolonych amatorów i organizacji pozarządowych, współpracujących z profesjonalnymi naukowcami zatrudnionymi w placówkach badawczych, bądź nawet realizujących własne projekty. Również ta cecha upodabnia silnie chiropterologię do ornitologii, w którą zaangażowane są tysiące obserwatorów-hobbystów. W Europie amatorzy uczestniczą zwłaszcza w monitoringu liczebności nietoperzy zimujących w kryjówkach podziemnych, wykorzystując fakt, że liczone zwierzęta przebywają wówczas w stanie hibernacji.
W Polsce najwcześniejsze publikacje naukowe, obejmujące również tematykę chiropterologiczną, ukazywały się w XIX wieku. Ich autorami byli m.in. Antoni Wałecki i Kazimierz Stronczyński. Prekursorem współczesnej chiropterologii polskiej był paleontolog i teriolog Kazimierz Kowalski, inicjator systematycznej inwentaryzacji jaskiń i speleologii, zainteresowany początkowo (w latach 50. XX w.) nietoperzami jaskiniowymi i znajdowanymi w tych obiektach kopalnymi szczątkami tych zwierząt. Wiele różnych gałęzi chiropterologii – od faunistyki i ekologii po zoogeografię i ochronę – rozwijał w II połowie XX w. Adam Krzanowski, zarazem zaangażowany popularyzator tej gałęzi wiedzy (m.in. poprzez napisanie książki Nietoperze w popularnonaukowej serii Omega). Przez wiele lat był jedynym polskim przedstawicielem w Chiroptera Specialist Group IUCN. W tym samym czasie etologią i fenologią nietoperzy zajmował się w Krakowie Wincenty Harmata. Andrzej Lech Ruprecht, wieloletni pracownik Zakładu Badania Ssaków PAN w Białowieży prowadził szeroko zakrojone badania faunistyczne, których podstawą było wyszukiwanie szczątków nietoperzy w wypluwkach sów na terenie całego kraju; owocem tych badań były pierwsze opracowania atlasowe rozmieszczenia krajowych gatunków Chiroptera. Autor ten zajmował się również osteologią nietoperzy. Paleontologię nietoperzy rozwijał Bronisław W. Wołoszyn z Instytutu Systematyki i Ewolucji Zwierząt Polskiej Akademii Nauk w Krakowie, będący zarazem inicjatorem Dekad Spisu Nietoperzy – corocznych, zimowych liczeń tych zwierząt w kryjówkach podziemnych. Akcja, początkowo koordynowana przez Wołoszyna i jego Centrum Informacji Chiropterologicznej, dziś jest prowadzona przez liczne grupy regionalne – zarówno amatorskie, związane z dużymi organizacjami pozarządowymi, jak również z akademickimi placówkami naukowymi, np. Katedry Zoologii Uniwersytetu Przyrodniczego we Wrocławiu (Tomasz Kokurewicz – prowadzący również prace z zakresu ekofizjologii hibernacji). Zespół Wiesława Bogdanowicza z Muzeum i Instytutu Zoologii PAN w Warszawie prowadzi badania taksonomiczne i morfologiczne, te pierwsze również w oparciu o techniki molekularne. Ireneusz Ruczyński z Zakładu Badania Ssaków PAN w Białowieży bada wybiórczość kryjówek i zachowania związane z wykorzystaniem schronień u nietoperzy leśnych, Alek Rachwald (Instytut Badawczy Leśnictwa), Mateusz Ciechanowski (Katedra Ekologii i Zoologii Kręgowców Uniwersytetu Gdańskiego) i Grzegorz Lesiński (Szkoła Główna Gospodarstwa Wiejskiego) – preferencje siedliskowe i przestrzenno-czasową zmienność aktywności nietoperzy na terenach nizinnych. Joanna Furmankiewicz (Uniwersytet Wrocławski), Tomasz Postawa (Instytut Systematyki i Ewolucji Zwierząt PAN) i Krzysztof Piksa (Akademia Pedagogiczna w Krakowie) zaangażowani są w prace nad zjawiskiem jesiennego rojenia (swarming), specyficznego zachowania nietoperzy w otworach kryjówek podziemnych, związanego prawdopodobnie z okresem godowym. Ostatni dwaj autorzy publikowali również prace z zakresu paleontologii nietoperzy holocenu Tatr i Wyżyny Krakowsko-Częstochowskiej. Konrad Sachanowicz (Zakład Ekologii Zwierząt Uniwersytetu Mikołaja Kopernika) publikuje prace z zakresu faunistyki i zoogeografii nietoperzy, również terenów Półwyspu Bałkańskiego i Turcji. Pierwsza przeprowadzona w Polsce inwentaryzacja nietoperzy na terenie miejskim odbyła się w okresie od 4 lipca do 3 września 2023 roku z inicjatywy Zarządu Zieleni m.st. Warszawy i obejmowała wybrane parki stolicy, gdzie po raz pierwszy w Warszawie stwierdzono obecność borowca leśnego (Nyctalus leisleri) w Parku im. Stefana Żeromskiego.
Większość krajowych organizacji pozarządowych, zajmujących się ochroną nietoperzy, prowadzi również podstawowe badania chiropterologiczne, takie jak monitoring zimowisk i letnich kolonii nietoperzy czy inwentaryzacja fauny nietoperzy różnych terenów. Przykładami takich organizacji są Polskie Towarzystwo Ochrony Przyrody „Salamandra” (Andrzej Kepel, Radosław Dzięciołowski), Polskie Towarzystwo Przyjaciół Przyrody "proNatura" (Rafał Szkudlarek) i Towarzystwo Przyrodnicze "Bocian" (Marek Kowalski). Organizacje te są obecnie zrzeszone w Porozumieniu o Ochronie Nietoperzy.
W Polsce ukazują się dwa czasopisma naukowe, poświęcone wyłącznie chiropterologii:
- Acta Chiropterologica – anglojęzyczny, międzynarodowy periodyk, umieszczony na liście filadelfijskiej, wydawany przez Muzeum i Instytut Zoologii PAN.
- Studia Chiropterologica – głównie polskojęzyczne czasopismo, wydawane przez Centrum Informacji Chiropterologicznej ISEZ PAN w Krakowie, ukazuje się bardzo nieregularnie (ostatnie dwa tomy ukazały się kolejno w 2003 i 2007 roku); niekiedy ukazują się w nim prace anglojęzyczne z krajów Europy Środkowej i Wschodniej.

Również w innych krajach ukazują się specjalistyczne czasopisma poświęcone wyłącznie chiropterologii: w Niemczech Myotis (po angielsku) i Nyctalus (po niemiecku i angielsku), w Szwajcarii Le Rhinolophe (po angielsku i francusku), w Rosji Plecotus et al. (po rosyjsku i angielsku), w Czechach Vespertilio (po angielsku i czesku), na Węgrzech Denevérkutatás (Hungarian Bat Research News – po węgiersku), w Stanach Zjednoczonych Bat Research News (po angielsku).